# Provincia de Đồng Tháp
Dong Thap (en vietnamita: Đồng Tháp) es una de las provincias que conforman la organización territorial de la República Socialista de Vietnam.

## Geografía
Dong Thap se localiza en la región del Delta del Río Mekong (Đồng bằng sông Cửu Long). La provincia mencionada posee una extensión de territorio que abarca una superficie de 3.246,1 kilómetros cuadrados.

## Demografía
La población de esta división administrativa es de 1.654.500 personas (según las cifras del censo realizado en el año 2005). Estos datos arrojan que la densidad poblacional de esta provincia es de 509,69 habitantes por cada kilómetro cuadrado.

## Economía
La agricultura es el antiguo pilar de la economía de Dong Thap. Pero ahora, la Industria y el Comercio se están desarrollando. Sa Dec Industry Park (el parque industrial más extenso) - Sa Dec Town, el parque industrial Song Hau y Tran Quoc Toan Industry park han atraído a un gran número de empresarios de la región del delta del Mekong hacia esta próspera provincia.